# Haplochromini
Haplochromini – najliczniejsza grupa pielęgnic afrykańskich obejmująca około 80% zaliczanych do nich gatunków, klasyfikowana w randze plemienia. Ryby te stanowią szczególny obiekt zainteresowania biologów ewolucyjnych oraz akwarystów. Pierwszych interesuje głównie filogeneza tej grupy pielęgnic i ich szybka radiacja adaptacyjna, która doprowadziła do wytworzenia konwergentnych cech u gatunków ewoluujących w różnych jeziorach, a drugich różnorodność gatunków, ich biologia i etologia. Znaczący wkład w poznanie tej grupy pielęgnic wniosła Ethelwynn Trewavas.

## Występowanie
Haplochromini obejmuje wszystkie endemiczne pielęgnice z jezior Wiktorii i Malawi (Niasa), ponad połowę z jeziora Tanganika, oraz inne szeroko rozprzestrzenione w jeziorach i rzekach na kontynencie afrykańskim, poza jego zachodnią częścią. Jeden gatunek (Astatotilapia flaviijosephi) występuje poza Afryką, w Izraelu i Syrii. Dawniej występowały również w nieistniejącym już jeziorze Makgadikgadi.
Liczba gatunków w jeziorze Malawi szacowana jest na około 1000, w Jeziorze Wiktorii na 500, a w Tanganice ponad 100, przy czym gatunki tanganikańskie są znacznie bardziej zróżnicowane niż w Jeziorze Wiktorii i Malawi. Mniej liczne grupy gatunków występują w jeziorach Kiwu, Rudolfa i mniejszych jeziorach Afryki Wschodniej. Około 200 żyje w afrykańskich rzekach. Przedstawione liczby gatunków uwzględniają również nowo odkryte, oczekujące na opis naukowy.

## Ewolucja
Pierwsze Haplochromini pojawiły się co najmniej 2 mln lat temu. Pochodzą od tanganikańskich endemitów. Pojawiły się w pierwszej fazie radiacji pielęgnic, jaka miała miejsce w jeziorze Tanganika. Od tych samych przodków pochodzą Tropheini, tradycyjnie klasyfikowane jako odrębne plemię. W tym samym czasie rozwinęły się pozostałe plemiona tego jeziora.
Na skutek ruchów geologicznych w regionie Wielkich Jezior Afrykańskich wielokrotnie zmieniały się połączenia wodne pomiędzy sąsiadującymi ze sobą zbiornikami. Pierwotne Haplochromini kilka razy wydostały się z jeziora Tanganika i kolonizowały nowe zbiorniki wodne, najpierw sąsiednie jeziora, a następnie większość obszarów Afryki. Najliczniej zasiedliły jezioro Malawi i Wiktorii, gdzie wytworzyły zróżnicowaną grupę wielu odizolowanych geograficznie, endemicznych i blisko spokrewnionych ze sobą gatunków (tzw. „stada”  lub „roje” gatunków, od ang. species flocks). Żaden z nich nie występuje jednocześnie w tych trzech jeziorach. O ile pielęgnice jeziora Tanganika są bardzo zróżnicowane morfologicznie i ekologicznie, zaliczane do kilkunastu plemion, o tyle „roje” gatunków z jezior Malawi i Wiktorii zaliczane są tylko do jednego z nich – do Haplochromini.
W Malawi wykształciły się dwie grupy wyraźnie zróżnicowane ekologicznie: mbuna i utaka.
Inne, ale już mniej liczne w gatunki „roje” występują w kilku mniejszych jeziorach Afryki Wschodniej. Około 200 gatunków wydostało się poza jeziora i zasiedliło rzeki północnej, wschodniej, południowej oraz środkowej części kontynentu. Żaden z Haplochromini nie występuje w Afryce Zachodniej.
Początkowo uważano, że radiacja pielęgnic w Wielkich Jeziorach Afrykańskich została zapoczątkowana przez gatunki zasiedlające środowiska rzeczne. Analizy filogenetyczne oparte na badaniach molekularnych wykazują, że pierwotna radiacja nastąpiła w jeziorze Tanganika (dając początek plemionom Lamprologini i Ectodini), a dopiero później pojawiły się „roje” gatunków w jeziorach Wiktorii i Malawi, gdzie ewoluowały równolegle i podobnie do pielęgnic tanganikańskich – zajęły większość dostępnych siedlisk oraz wytworzyły niezależnie podobne cechy morfologiczne oraz zachowania. 

## Klasyfikacja

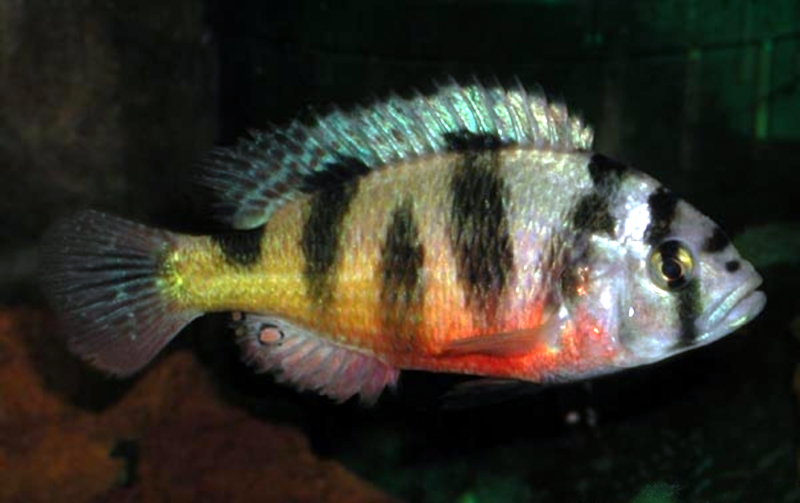
Haplochromis latifasciatus

Nazwę Haplochromini wprowadził Max Poll w 1986. Typem nomenklatorycznym jest rodzaj Haplochromis.
W szerokim znaczeniu plemię Haplochromini rozumiane jest jako dawna podrodzina Haplochrominae, do której zaliczano wszystkie pyszczaki (gębacze), u których inkubacja ikry odbywa się w pysku samicy (ang. maternal mouthbrooding). 
Samica z jajami noszonymi w pysku jest zdolna do przemieszczania się do nowych obszarów, gdzie może tworzyć populację potomną, co znacznie zwiększa zdolność rozprzestrzeniania się gatunku. 
Jednak tak zdefiniowany takson nie byłby monofiletyczny. Taka strategia rozrodcza, jaką jest inkubacja jaj w pysku, rozwinęła się niezależnie u wielu grup pielęgnic o różnych tendencjach behawioralnych. Haplochromini sensu lato uznawane są za takson parafiletyczny.
Badanie relacji pokrewieństwa tak blisko spokrewnionych gatunków jest utrudnione m.in. przez ekstremalnie szybkie tempo formowania się nowych linii ewolucyjnych. Geny ewoluują zbyt wolno, by przy współczesnych metodach badawczych można było odczytać z nich dokładne informacje o filogenezie. Dla ustalenia monofiletyzmu grupy organizmów niezbędne jest znalezienie synapomorfii. W rozwoju tej grupy ryb stwierdzono następujące zmiany:
- morfologiczne – wykształciły się atrapy jajowe, dymorfizm płciowy wyrażony jest różnicami w ubarwieniu płci,
- behawioralne – samice wszystkich gatunków inkubują ikrę w pysku.

### Filogeneza
Badania molekularne wskazują na istnienie w obrębie opisywanej grupy 4 zasadniczych, pochodzących od wspólnego przodka linii rozwojowych, które pojawiły się prawie równocześnie. Są to:

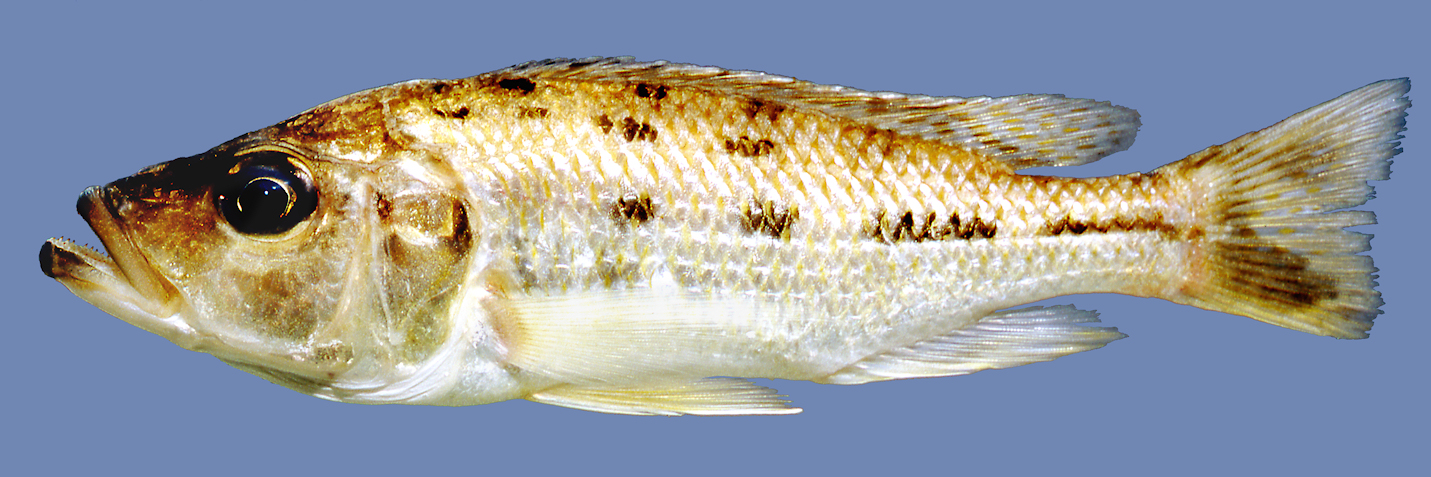
Hemitaeniochromis urotaenia

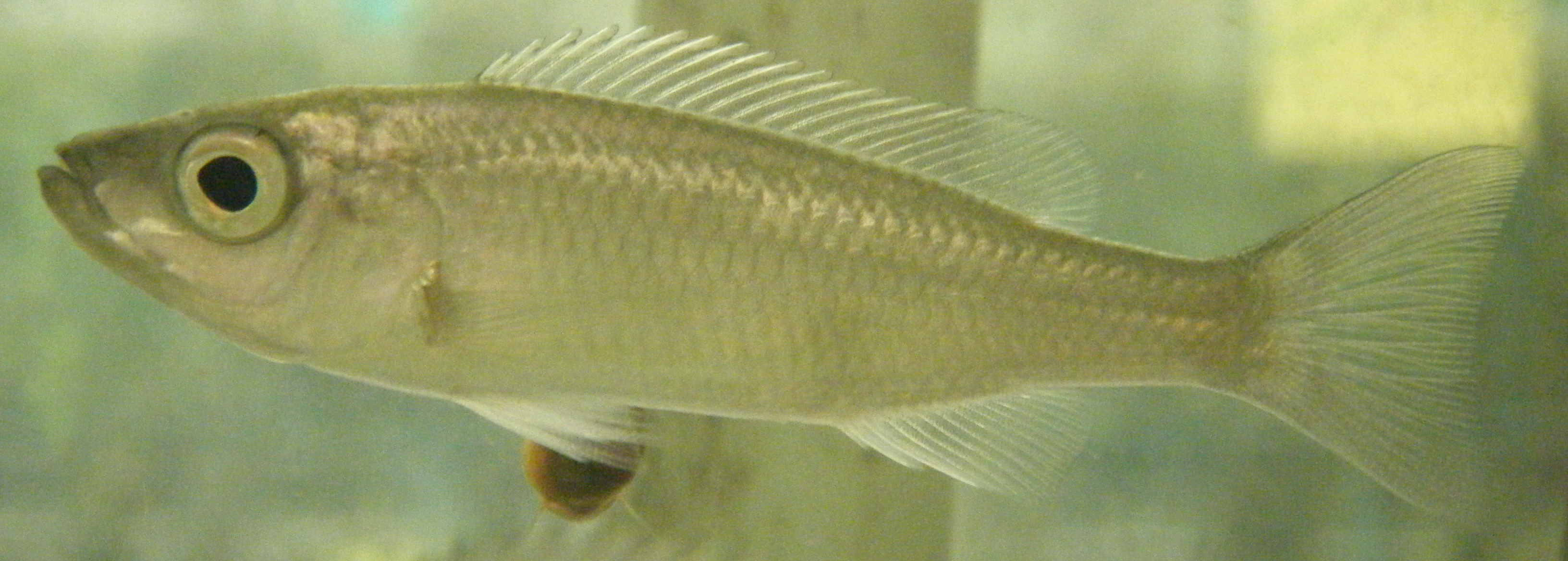
Diplotaxodon sp.

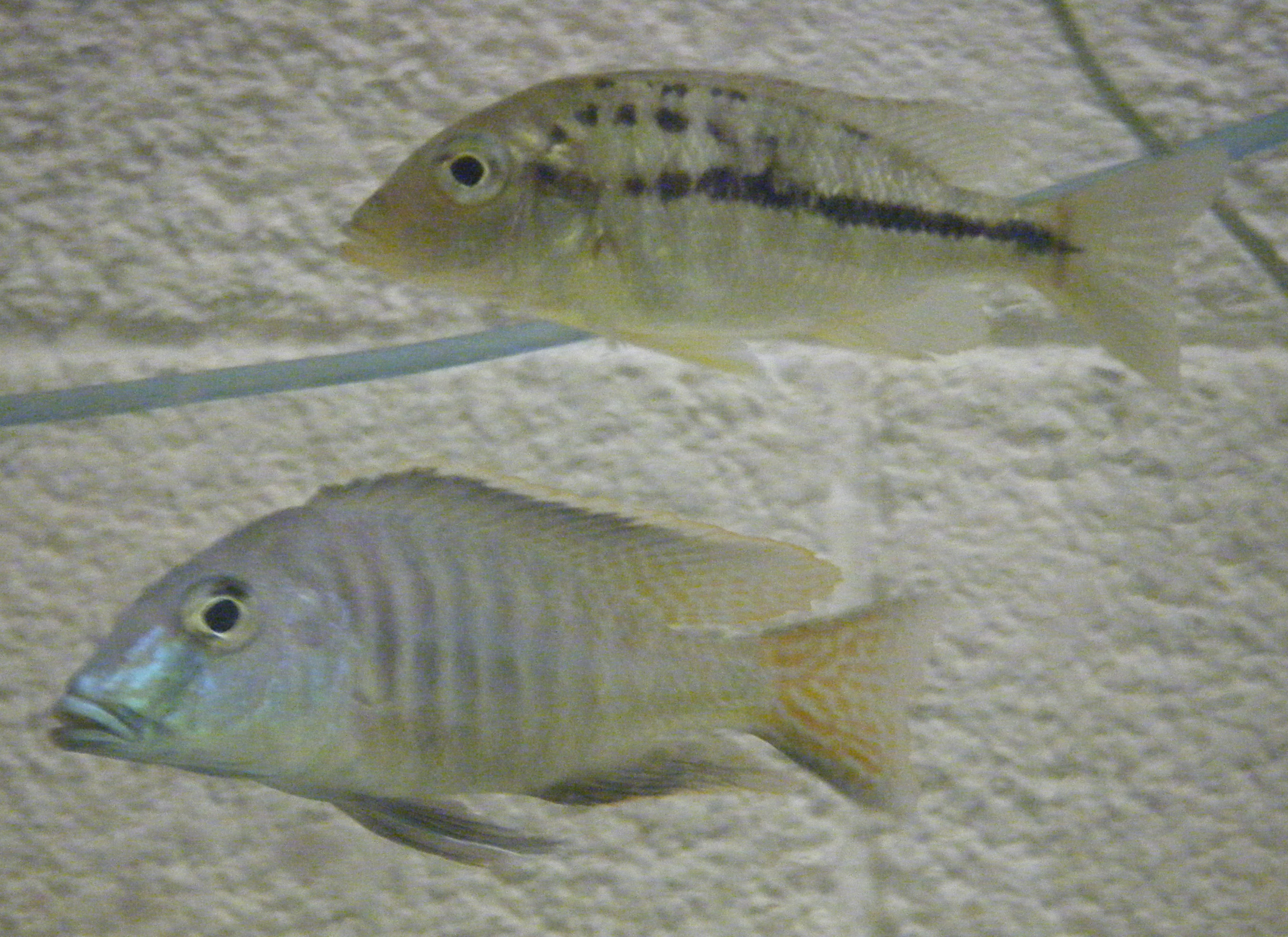
Lethrinops lethrinus

- linia obejmująca gatunki szeroko rozprzestrzenione w dorzeczu Konga i w Afryce Południowej,
- klad Pseudocrenilabrus, do którego należą pielęgnice rozprzestrzenione od dorzecza Nilu po Afrykę Południową,
- klad Astatoreochromis – gatunki występujące w jeziorach i rzekach pomiędzy jeziorami Wiktorii i Tanganika,
- tzw. „nowoczesne Haplochromini”.

Koblmüller i inni rozpoznali jeszcze dwie linie: jedna związana jest z Ctenochromis pectoralis a druga z Astatoreochromis alluaudi.
Do „nowoczesnych Haplochromini” zaliczane są: 
- Tropheini z jeziora Tanganika
- rodzaje endemiczne dla jeziora Malawi:
  - Abactochromis
  - Aristochromis
  - Aulonocara
  - Buccochromis
  - Caprichromis
  - Champsochromis
  - Chindongo
  - Cheilochromis
  - Chilotilapia
  - Copadichromis
  - Corematodus
  - Ctenopharynx
  - Cyathochromis
  - Cynotilapia
  - Cyrtocara
  - Dimidiochromis
  - Diplotaxodon
  - Docimodus
  - Eclectochromis
  - Exochochromis
  - Fossorochromis
  - Genyochromis
  - Gephyrochromis
  - Hemitaeniochromis
  - Hemitilapia
  - Iodotropheus
  - Labeotropheus
  - Labidochromis
  - Lethrinops
  - Lichnochromis
  - Maylandia
  - Mchenga
  - Melanochromis
  - Mylochromis
  - Naevochromis
  - Nimbochromis
  - Nyassachromis
  - Otopharynx
  - Pallidochromis
  - Petrotilapia
  - Placidochromis
  - Protomelas
  - Pseudotropheus
  - Rhamphochromis
  - Sciaenochromis
  - Stigmatochromis
  - Taeniochromis
  - Taeniolethrinops
  - Tramitichromis
  - Trematocranus
  - Tropheops
  - Tyrannochromis

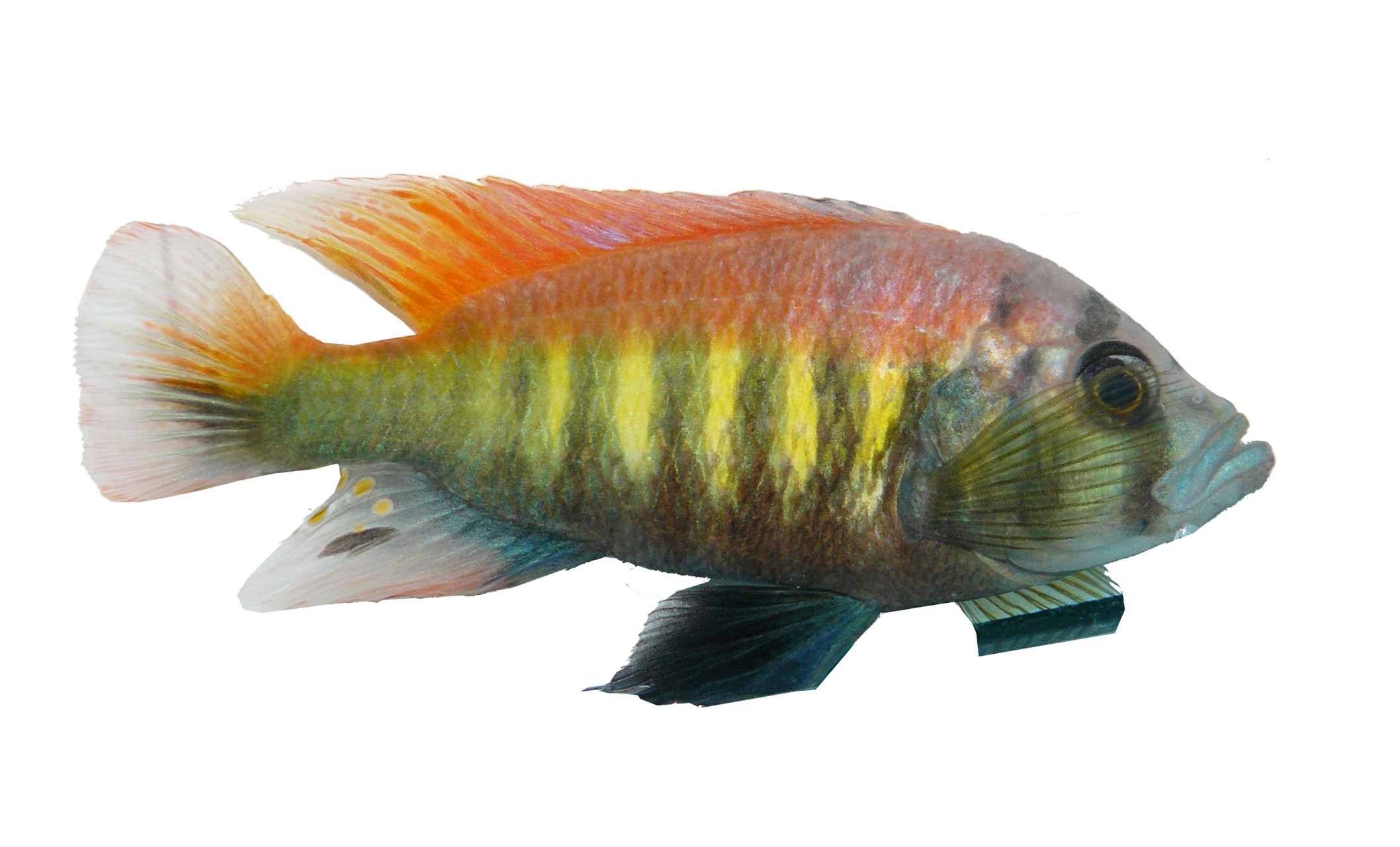
Pundamilia nyererei

- endemity Jeziora Wiktorii i jego okolic:
  - Allochromis
  - Haplochromis
  - Lithochromis
  - Mbipia
  - Neochromis
  - Paralabidochromis
  - Pundamilia
  - Pyxichromis
  - Schubotzia

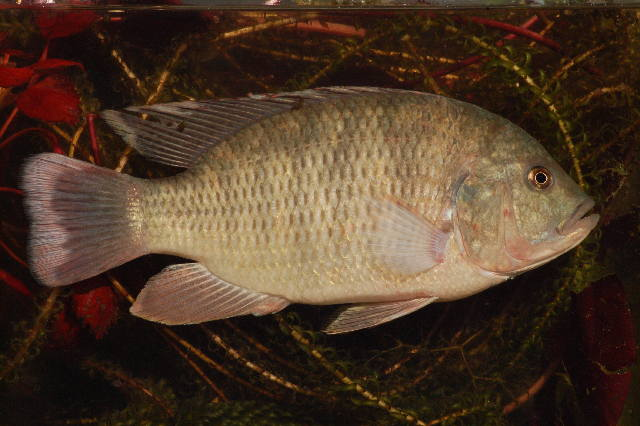
Sargochromis giardi

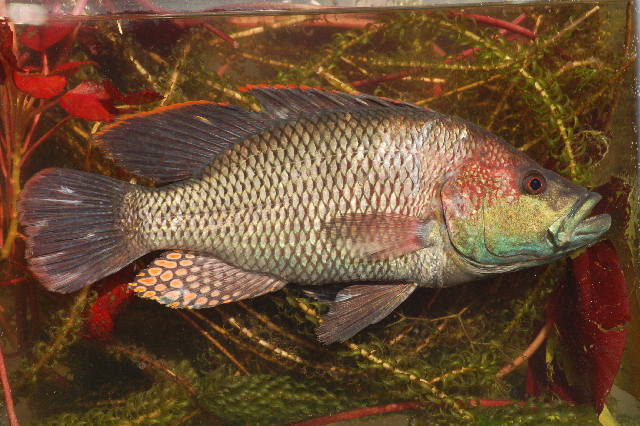
Serranochromis macrocephalus

- rodzaje południowoafrykańskie (tzw. „Serranochromini“)
  - Chetia
  - Pharyngochromis
  - Sargochromis
  - Serranochromis

Parafiletyczna grupa obejmująca pozostałe rodzaje:
- Astatotilapia
- Ctenochromis
- Cyclopharynx
- Schwetzochromis
- Thoracochromis